# 那比本宮神社

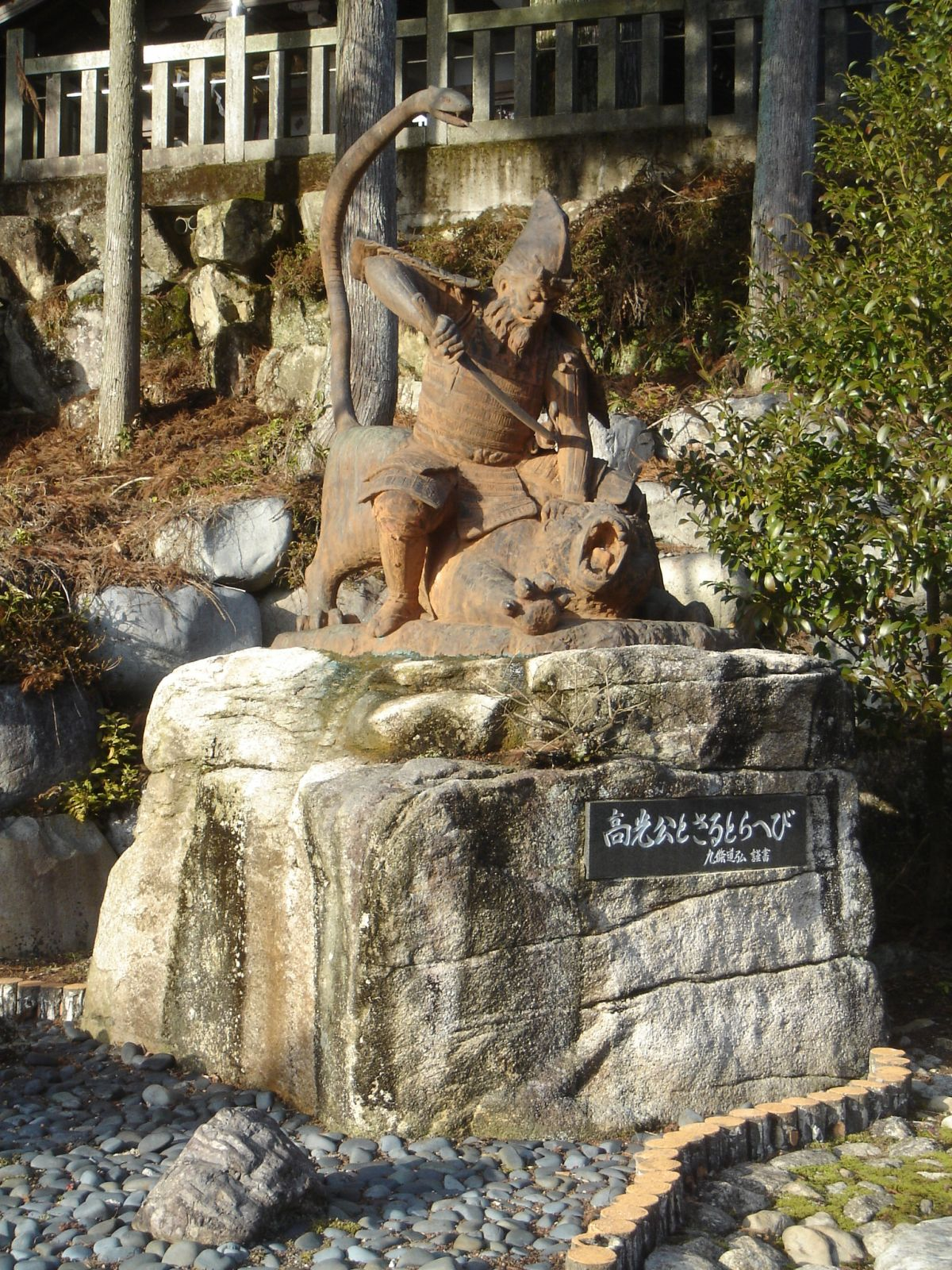
岐阜県関市の高賀神社にある「高光公とさるとらへび」の像

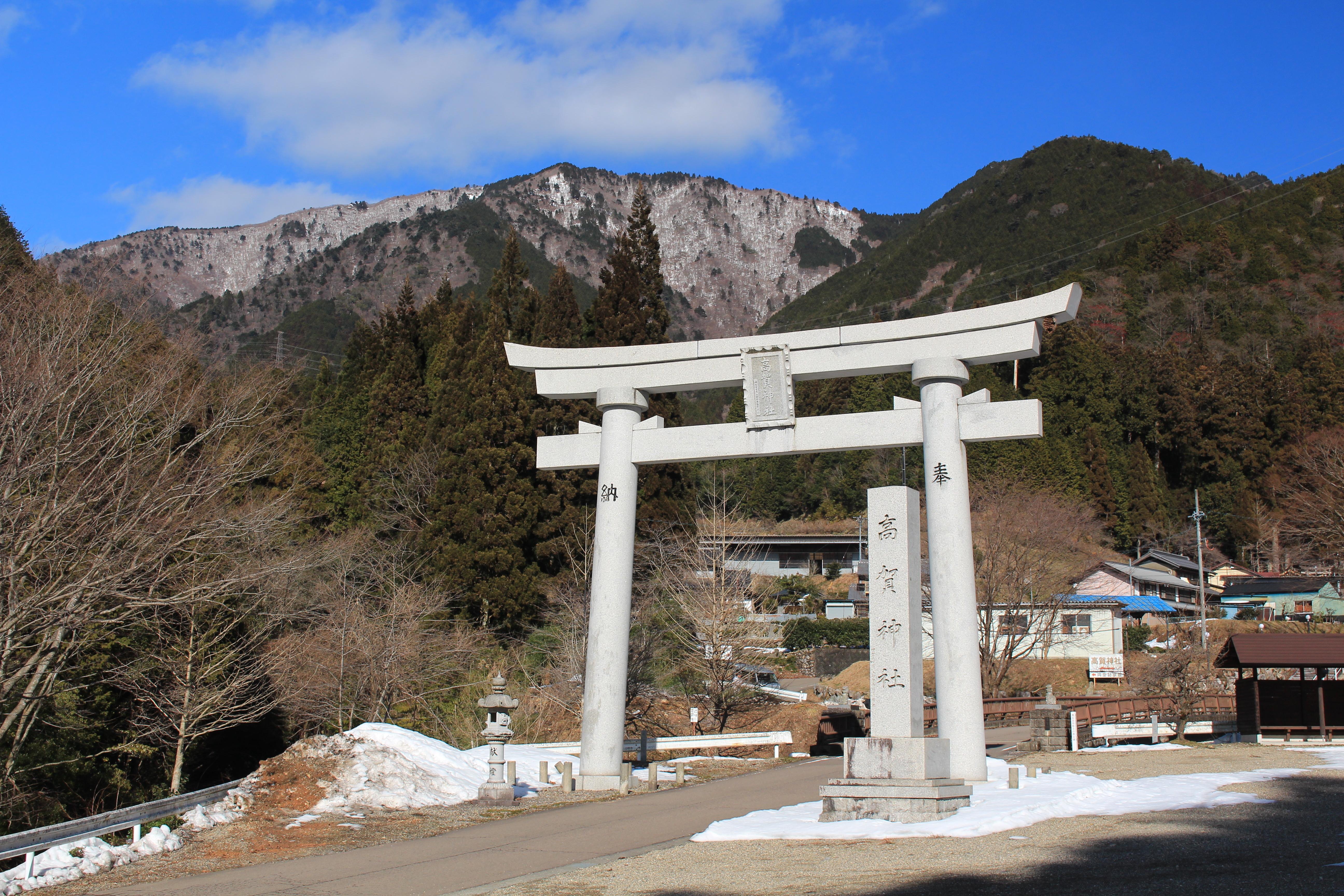
山麓から望む高賀神社の鳥居と高賀山

那比本宮神社（なびほんぐうじんじゃ）は、岐阜県郡上市那比にある神社。『高賀山信仰』における中心となる社(高賀山六社)の一社である。

## 概要
岩屋本宮とも呼ばれていた。高賀山を囲む高賀六社の1社で、高賀山を宮ヶ洞谷に沿って遡った山中にある。かつては神仏習合が行われ、境内にある五輪塔および宝篋印塔が岐阜県の重要文化財に指定されている。

## 祭神
- 不明

## 由緒
他の高賀山六社ともども平安時代に高賀山に現れた妖怪「さるとらへび」を退治するため、朝廷からこの地に派遣された藤原高光によって創建されたとされる。高賀宮記録によれば、高賀山を挟んで高賀神社に相対するため本宮神社と名付けられたとされる。多くの宝物を有していたが室町時代に山津波によって失われた。その後社殿は戦国時代から江戸時代前期にかけての武将・大名で郡上八幡城主（郡上八幡藩初代藩主）の遠藤慶隆によって再建されている。

## 高賀山六社
高賀山を主峰とした山（瓢ケ岳、今渕ケ岳、片知山など）の山麓にあり、高賀山を囲む6つの神社。かつては六社めぐりという、この6社を尾根伝いに1日で歩いて巡る苦行が存在した。
- 高賀神社（岐阜県関市）
- 那比新宮神社（岐阜県郡上市）
- 那比本宮神社(岐阜県郡上市）
- 星宮神社（岐阜県郡上市）
- 瀧神社（岐阜県美濃市）
- 金峰神社（岐阜県美濃市）